# Hamet Jerid
Hamet Jerid o El Hamma du Jérid o El Hamma du Djérid (àrab: حامة الجريد, Ḥāmat al-Jarīd o الحامة, al-Ḥāma) és una població situada 9 km al nord de Tozeur, a la regió del Jerid, a Tunísia. Adscrita a la governació de Tozeur, constitueix una municipalitat amb 6.439 habitants el 2014.

## El palmerar
El Hamma (Aquae en època romana) és un oasis amb un palmerar explotat des d'època romana, tal com testimonien les ruïnes localitzades a Guebbech (ڤَبَّاشْ, Gabbāx). Estava alimentat per una vintena de fonts, de les quals sis eren d'aigua calenta (37-40°C). En algunes, l'aigua és clorurada, sòdica i sulfurosa. Fins fa poc era un lloc per anar a prendre-hi els banys. Les fonts s'han assecat i han estat reemplaçades per moderns pous de gran profunditat. L'aigua que en surt té molta més temperatura (75°C).
Actualment el palmerar antic s'estén per una superfície d'unes 700 hectàrees i compta amb unes 110.000 palmeres de diverses varietats. Al palmerar modern, creat al segle xx, només hi ha plantades palmeres que produeixen la varietat de dàtil coneguda com deglet nour.

## Economia
D'entre els antics oasis del Jerid, aquest és el més excèntric, no només políticament i econòmica, sinó també dins dels circuits turístics. Si hom atribueix a Degache una reputació de riquesa, a Hamet Jerid se'l vincula amb la pobresa. El treball està lligat principalment a l'agricultura, però les condicions climàtiques hi són més dolentes que als palmerars de Nefta, Tozeur o Degache, especialment pel que es refereix a la salinitat de l'aigua de rec.

## Administració
És el centre de la municipalitat o baladiyya homònima, amb codi geogràfic 62 13 (ISO 3166-2:TN-12).
Al mateix temps, forma un sector o imada (62 52 56), dins de la delegació o mutamadiyya de Degache (62 52).

## Curiositats
Va ser en aquesta vila que el poeta nacional de Tunísia, Abou el Kacem Chebbi, va venir a reposar la primavera de 1934.